# Abisara geza
Abisara geza är en fjärilsart som beskrevs av Hans Fruhstorfer 1904. Abisara geza ingår i släktet Abisara och familjen Riodinidae. IUCN kategoriserar arten globalt som livskraftig. Inga underarter finns listade i Catalogue of Life.